# Elfriede Kern
Elfriede Kern (* 20. Juli 1950 in Bruck an der Mur) ist eine österreichische Schriftstellerin.
Sie war lange Zeit Bibliothekarin in der Österreichischen Nationalbibliothek in Wien und lebt seit 1988 als freie Autorin in Linz.

## Werke
- Geständert. Erzählungen, 1994, ISBN 3-901166-041
- Fore! Erzählungen, 1995, ISBN 978-3-85214-637-9
- Etüde für Adele und einen Hund. 1996, ISBN 3-423-12866-6.
- Kopfstücke. Roman 1997, ISBN 3-423-12782-1.
- Schwarze Lämmer. 2002, ISBN 3-902144-11-4.
- Tabula rasa. Erzählungen, 2003, ISBN 3-902144-61-0.
- Das Nesselhemd, 2017, ISBN 978-3-99027-093-6

## Auszeichnungen
- 1999 Buch.Preis für Kopfstücke
- 2002 Marianne-von-Willemer-Preis
- 2002 Literaturpreis des Landes Steiermark